# Петровский (Топкинский район)
Петровский — упразднённый в 1933 году посёлок Топкинского района Западно-Сибирского края РСФСР.
Современная улица Петровского города Топки в Кемеровской области России.

## География
Находился к югу от станции Топки, вблизи хутора Егорьевский

## История
Входил в состав Топкинского сельского совета (центр — село Топки).
Постановлением ВЦИК от 2 марта 1932 года включён в городскую черту рабочего посёлка Топки, с частью земель в количестве 707,62 га, расположенных между границей с городскими землями рабочего поселка Топки и рекой Черемшанкой (Постановление ВЦИК от 02.03.1932 «О внешних границах Западно-сибирского края с Казакской АССР и об изменениях в составе городов, рабочих поселков и районов Западно-сибирского края». Публикация: «СУ РСФСР», 1932, N 23, ст. 116).